# カイリー・アイルランド
カイリー・アイルランド（Kylie Ireland、1970年5月26日 - ）は、アメリカ合衆国出身のポルノ女優、ポルノ映画監督、映画プロデューサー、出版者、およびインターネットラジオ番組の司会者。

## 生い立ち
コロラド州デンバーの郊外に位置する小さな村落で生まれた。両親が離婚する13歳頃までは優等生として成長するも、15歳頃から反抗的になり、ドラッグに手を出したこともあった。これは母親の再婚相手が一家を連れてカリフォルニア州サンディエゴに移るまで続いた。サンディエゴへと移ってからは真面目な学生に戻った。高校を順風満帆に卒業し大学へ入学。大学では放送ジャーナリズムを専攻した。高校時代から大学時代に掛けて、パートタイムでビデオチェーン店の受注の仕事を経験。ポルノ映画についての多くを学んだ機会でもあった。

## ポルノ映画界
大学の勉強を続けるためにコロラドに戻り、フォート・コリンズのストリップクラブで働くようになった。 この時期に同性の恋人と付き合い始めたが、その中にはのちのポルノ女優で同じクラブのウェイトレスだったジュリー・アシュトンがいた。
カイリー・アイルランドという芸名は、オーストラリアのカイリー・ミノーグという歌手と、自身のアイルランド人の系譜とから作出。 1992年頃に髪をブロンドに染め、更には豊胸手術も受けた。
ポルノカメラマンの知人を介して1994年にポルノ映画界入り。 デビュー作はランディ・ウェストと絡んだ『リル・ミセス・ビヘイブド』という作品であった。『アップ＆カマーズ10』では同時期にデビューしたジェナ・ジェイムソンと共演。 5本の映画に出演したのちロサンゼルスへと移り、そのデビュー年だけで80本の映画に出演した。その後コロラドに戻って仕事を休止。
1995年になるとアダルト・ビデオ・ニュース誌から予期せず最高新人女優賞の称号を与えられた。 受賞式典で名前を告げられた時には洗面所にいた。 これはのちに受賞してゆく数多の成人映画賞の中で最初のものであった。FOXEからは同年に最優秀新人賞を、翌1996年には『ファンのお気に入り賞』を与えられ、PLAYBOY誌による1997年度トップ10ポルノスターにもその名を連ねた。 2001年にはAVNの『史上最高のポルノスター50名』にて38位に入選し、2005年にはAVN殿堂に列せられた。

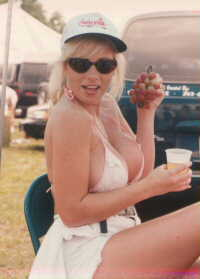
髪をブロンドにしていた頃

1995年から2000年にかけては、独占契約下で年にわずかな本数の映画出演にとどまり、一方でアメリカとヨーロッパでストリップティーズの巡回公演ツアーを敢行し、自身の映画の販売促進を行なった。 最初の契約はシンシティ・エンターテインメント社とのものであったが、自身が勝訴した契約違反による小規模な法廷闘争により短期間で終りを告げた。 次に業界大手のVCAピクチャーズと5年契約を結んだ。フリーに戻る前の1999年から2000年にかけて、VCAの広報担当取締役を務めた。法廷における争いについてのわだかまりの無さを示すためとして、2003年にシンシティの広報担当重役を1ヵ月間務めた。
VCAとの契約期限が切れると、初監督映画であった『隣りのスケベ女』で自身の『そのへんにいそうな女の子』的なイメージを払拭。この映画の中では膣とアナルへの同時挿入、膣への2本同時挿入、アナルへの2本同時挿入、乱交など、スクリーン上で初となる多くの性行為を行なった。 それからというものフィストファックのような更に過激なシーンをも演じるようになった。

### その他の活動
1996年に自身のウェブサイトを立ち上げており、最も早くウェブ上に進出したポルノ女優の一人である。これについては『強迫観念』と表現した。 ウェブ上にあっては、他のポルノ女優のためのコンサルティングとPR活動を行ってもいる。
数多の雑誌のグラビアページと表紙を飾ってきた。自身を模したアクションフィギュアや、自身の名を冠した性具を発売するなどしている。 HBOの『ハリウッド・ナイトメア』という番組や20世紀フォックスの『ストレンジ・デイズ/1999年12月31日』という映画などの一般向作品にも出演している。
2003年10月から2006年2月に掛けて、『カイリー・ライブ』というポルノ業界関連のインターネットラジオ番組で司会を務めた。2004年にKSEXラジオのリスナーが選ぶ『ベスト・ラジオ・ボイス賞』を、2005年には『ポルノ業界の最も優れた洞察賞』を獲得。 2006年にはシリウス・サテライト・ラジオの『プライベート・コールズ』というトーク番組の金曜夕方の司会者になった。
2008年にはポルノ男優でラジオパーソナリティのデリック・ピアースとともに『ザ・フライデー・ナイト・スリーウェイ』という新番組の司会を始めた。

## 私生活
ポルノ業界とは無関係のある男性とおよそ10年間の結婚生活を送ったものの、やがては離婚。その男性と結婚したのはポルノ女優になるより3年前のことであり、したがって離婚の原因はポルノの仕事とは関係無しと明言している。
ポルノ業界に入る前からドラッグを常用していたという。ありとあらゆるドラッグを試し、細身を保つためにとしばらく覚醒剤を使用しもしたが、主にハマっていたのは酒であった。やがてアルコール使用障害の進行に危機感を持つに至ったことで、2001年の半ば頃から断酒を決行。
2007年現在はロサンゼルスの中心部にある改装済みのロフトに住み、6年越しの彼氏でポルノ映画監督のエリ・クロス、および7匹の猫と犬と同居し日々を送っている。

## 受賞
- 1995年：AVN - 最優秀新人女優[13]

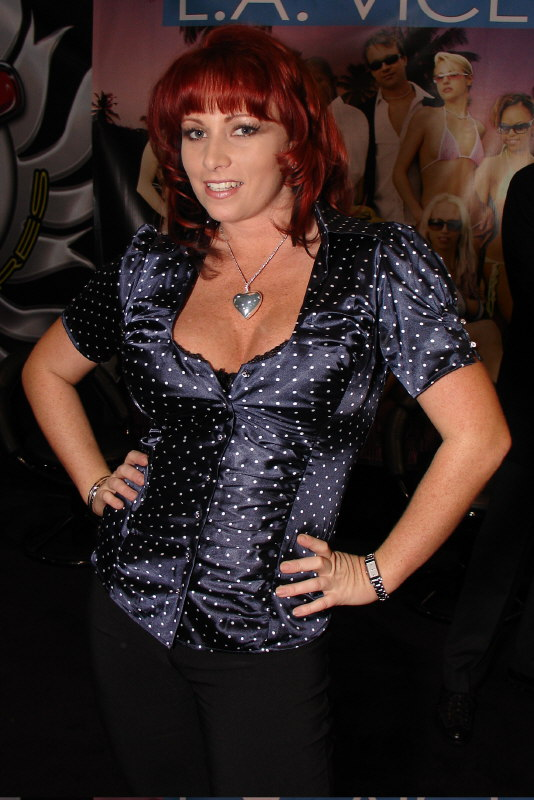
2007年AVN AEEにて

- 1995年：FOXE - Vixen（最優秀新人女優）[4]
- 1996年：FOXE - Fan Favorite（ファンのお気に入り）[4]
- 2004年：KSEX Radio  - ベスト・ラジオ・ボイス[14]
- 2005年：AVN殿堂入り[7]
- 2005年：KSEX Radio - ポルノ業界に対する最も優れた洞察[15]
- 2006年：XRCO殿堂入り[16]
- 2006年：Adam Film World Guide - 最も独創的なシリーズ："Twisted as Fuck" (監督/主演)[17]
- 2006年：Adam Film World Guide - 最優秀映画：『Corruption』(プロデューサー)[17]
- 2006年：CAVR - 年間最優秀シーン (『Corruption』)[18]
- 2007年：AVN - 最優秀作品：『Corruption』(プロデューサー)[13]
- 2007年：ナイトムーヴス賞 - Triple Play Award (ダンス/主演/監督)[19]
- 2007年：ナイトムーヴス賞 - 最優秀作品/ファン選考：『Corruption』(プロデューサー)[19]
- 2008年：XRCO - MILF of the Year（年間最優秀熟女）[20]
- 2008年：AVN - 最優秀オーラルセックスシーン（映画） - 『Layout』[21]
- 2008年：AVN - 最優秀助演女優（映画） - 『Layout』[21]